# Comitetul Regional Ucrainean din Bucovina (1918)
Comitetul Regional Ucrainean din Bucovina (sau Comitetul Ținutal Ucrainean din Bucovina,  în ucraineană Український Крайовий Комітет Буковини) a fost un comitet înființat pe 25 octombrie 1918 la Cernăuți, sub conducerea lui Omelian Popowicz, menit să reprezinte în Ducatul Bucovinei Consiliul Național Ucrainean⁠(d) al Republicii Populare a Ucrainei Occidentale, declarată la Liov la 19 octombrie 1918.
Constituit din reprezentanți ai partidelor politice și ai organizațiilor obștești, Comitetul s-a angajat la punerea în aplicare a unui proiect de partajare a Bucovinei pe criterii etnice, între ucraineni și români. În contextul situaței confuze asociată cu destrămarea Austro-Ungariei, între Comitet – angajat în activitatea de divizare a provinciei și de alipire a teritoriului locuit de etnici ucraineni la statul național ucrainean și Consiliul Național Român al Bucovinei – care dorea menținerea integrității provinciei și unirea acesteia cu România, a apărut un conflict politic. Pozițiile diferite referitoare la ce urma să se întâmple cu Bucovina au devenit evidente, cu precădere succesiv adoptării unor hotărâri cu caracter național, de către Constituanta românească din 27 octombrie 1918 și de către Adunarea ucraineană din 3 noiembrie 1918, ambele desfășurate la Cernăuți. 
Deși au avut loc negocieri între cele două părți, acestea au eșuat. Drept consecință, la 6 noiembrie 1918 Comitetul a preluat în mod efemer puterea în partea ucraineană a Bucovinei, inclusiv la Cernăuți printr-o lovitură de stat, sprijinită de militarii ucraineni, în acord cu autoproclamatul reprezentant la românilor Aurel Onciul, adept al unei atitudini moderate de partajare pe criterii etnice, cu referire la Bucovina. La rândul său, adept al unei atitudini intransigente privind menținerea integrității teritoriale, Consiliul Național Român a solicitat guvernului Regatului României să trimită trupe cu scopul de a ocupa provincia. Intervenția Diviziei 8 Infanterie române a debutat, în aceeași zi cu puciul ucrainean de la Cernăuți.
Retragerea trupelor ucrainene din Cernăuți, la 8 noiembrie 1918, a determinat încetarea de facto a autorității Comitetului asupra părții din Bucovina clamate de acesta și a fost urmată de instaurarea la 9 noiembrie 1918, a autorității Consiliului Național Român asupra provinciei. 
Problema vest-ucrainenilor, inclusiv a ucrainenilor din Bucovina nu s-a bucurat de atenția cuvenită în timpul Conferinței de Pace de la Paris și a rămas nerezolvată.

## Preludiu

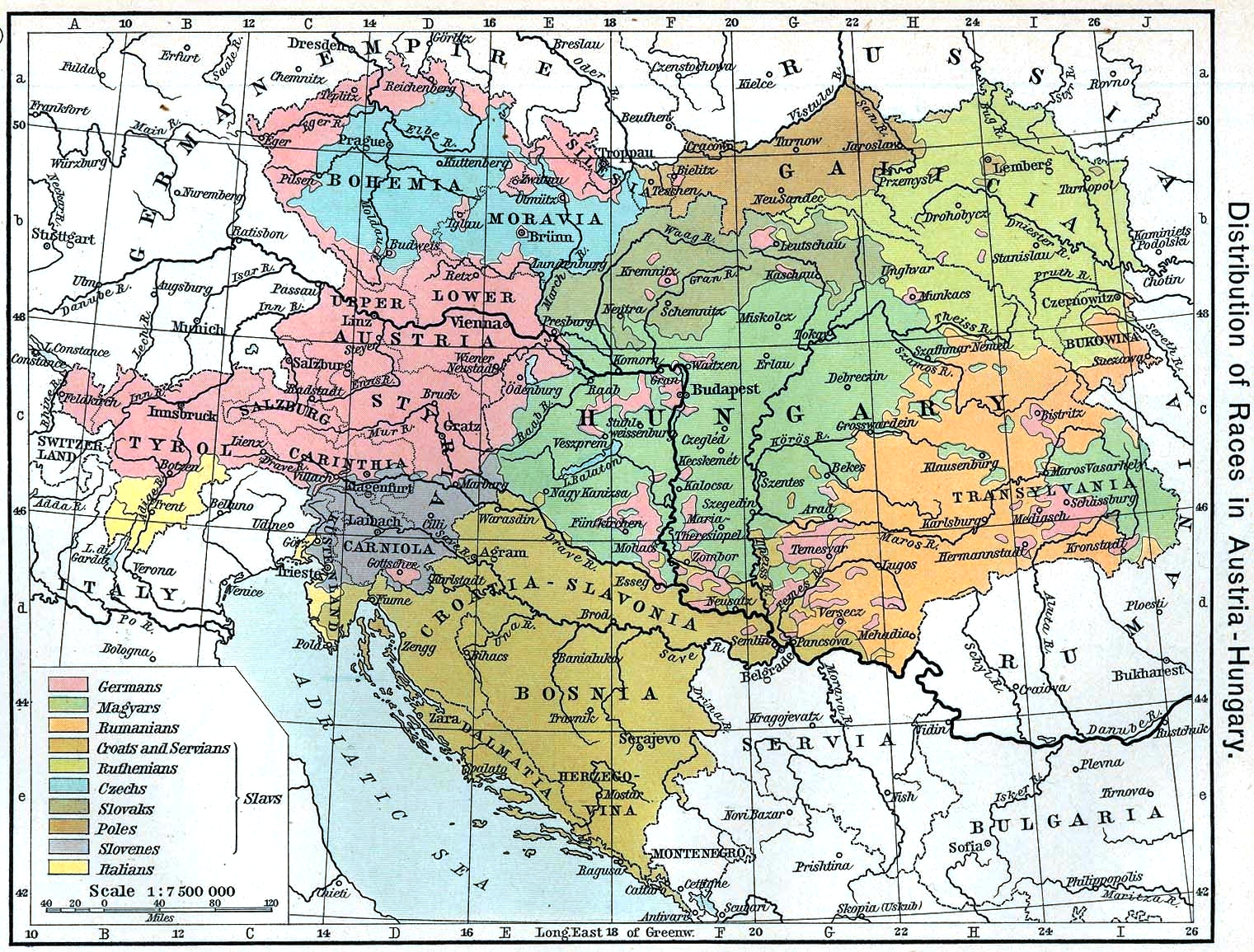
Harta etnică a Austro-Ungariei (1911)

În partea de nord-vest, Bucovina era locuită conform recensământului austro-ungar din 1910 în mod majoritar absolut de ucraineni, în proporție de 55 % din populație.
În data de 13 octombrie 1918, la Cernăuți partidele ucrainene național-democrat, radical, popular și social-democrat, au elaborat împreună un comunicat care a evidențiat poziția lor referitoare la partea ucraineană a Bucovinei. Acest comunicat a pus problema unei divizări teritoriale pe principii etnice, între o parte de nord ucraineană (locuită de o masă compactă de ucraineni) și una sudică românească (populată de români). La aceeași întâlnire, a fost aleasă o delegație plenipotențiară de 22 de persoane, formată din reprezentanți ai celor patru partide politice ucrainene și din deputații bucovineni de origine ucraineană din Parlamentul austriac și din Dieta Bucovinei, cu scop de reprezentare pentru o Constituanta ucraineană care urma să aibă loc la Liov.
Lucrările Constituantei din Liov au avut loc la 18-19 octombrie 1918, aceasta decizând crearea unui stat ucrainean vestic, aflat în componența federației austriece. Conform rezoluției adoptate la 19 octombrie 1918, în componența noului stat urmau să intre Galiția de Est, nord-vestul Bucovinei (inclusiv orașele Cernăuți, Storojineț și Siret), precum și Ucraina Transcarpatică (respectiv părțile de nord-vest ale Ungariei). Rada națională ucraineană a fost recunoscută drept organ suprem al puterii statului ucrainean, în respectivul organ urmând să fie reprezentate toate minoritățile naționale, în mod proporțional. S-a hotărât, de asemenea, crearea a două delegații la Liov și Cernăuți, având atât scopul de a conduce direct pe teren regiunile respective, în numele Radei, cât și pe acela de a pregătăti crearea statului ucrainean și de a negocia în acest sens, cu autoritățile vieneze.

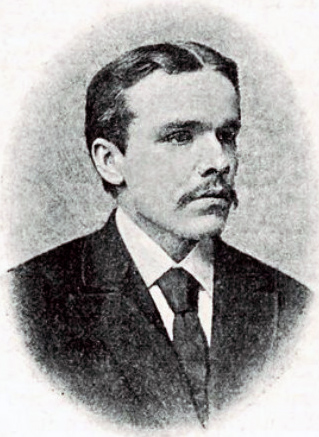
Președintele Comitetului Regional Ucrainean din Bucovina, Omelian Popowicz

## Constituirea Comitetului
Revenită la Cernăuți după încheierea lucrărilor Constituantei din Liov, delegația locală s-a văzut nevoită să acționeze de una singură, neavând informații nici din Liov și nici de la Viena, în contextul haosului existent la acel moment, în Austro-Ungaria. La 25 octombrie 1918 astfel, a fost creat un comitet regional (ținutal) al Bucovinei de 30 de persoane, cu participarea reprezentanților partidelor politice și ai organizațiilor obștești. Drept președinte al acestuia a fost ales Omelian Popowicz. Acest comitet a fost investit cu autoritate de a rezolva în mod independent afacerile regionale locale și de a asigura activitățile unor viitoare autorităților ucrainene, în Bucovina.
În cadrul Comitetului au fost create câteva comisii: administrativă, pentru apărarea populară, finanțe, relații interetnice și redacțională. Atât conceperea proiectului hotarului etnografic destinat partajării Bucovinei cât și proiectul de hotărâre al viitoarei adunări au revenit comisiei aflată sub conducerea lui M. Korduba. Activitatea Comitetului de instaurare a statalității ucrainene în nord-vestul provinciei a determinat apariția unei îngrijorări serioase atât în tabăra național-politică românească din Bucovina, cât și în rândul politicienilor din Regatul României.
Pe fondul înrăutățirii relațiilor dintre români și ucraineni, s-a hotărât convocarea la data de 3 noiembrie 1918 a unei adunări (vece) naționale, cu scopul de a aduce la cunoștința publică ceea ce decisese Constituanta din Liov, precum și cu cel de a adopta hotărâri proprii.
În condițiile în care între 28 octombrie și 3 noiembrie Austro-Ungaria s-a destrămat, în noaptea de 31 octombrie spre 1 noiembrie ucrainenii au organizat un puci militar la Liov, la 1 noiembrie aceștia alegând autodeterminarea. În ce-i privește pe românii bucovineni, la 2 noiembrie, la Cernăuți, Consiliul Național Român a trimis Ministerului Afacerilor Externe al României, aflat la Iași, o copie a Moțiunii adoptate la 27 octombrie, solicitând și admiterea unui agent diplomatic propriu, pe lângă acesta.
Puciul din Liov a provocat reacția polonezilor, în oraș izbucnind un război civil, care, s-a transformat într-un război cu noul stat polonez.
Lovitura militară ucraineană de la Liov și reacția armată poloneză care a urmat au întrerupt legăturile feroviare și telegrafice, dintre Viena și Cernăuți, lipsa știrilor generând o stare apăsătoare.

## Adunarea Națională Ucraineană din Cernăuți din 3 noiembrie 1918
Succesiv exprimării poziției Constituantei românești de la Cernăuți din 27 octombrie 1918, referitoare la integritatea Bucovinei și la unirea acesteia cu celelalte ținuturi românești, la 28 octombrie 1918 a avut loc o adunare a studenților ucraineni la Cernăuți, care, a protestat împotriva rezoluției Constituantei românești, văzută drept o lovitură pentru teritoriile populate cu ucraineni, din Bucovina. Rezoluția adoptată de adunarea studențească a susținut ideea autodeterminării popoarelor și a încorporării orașelor Cernăuți,  Storojineț  și  Siret, în statul ucrainean. Ca atare, Comitetul Regional Ucrainean a decis ținerea unei adunări regionale naționale lărgite. Considerând că românii vor fi astfel provocați și că astfel, evenimentele vor lua o turnură dificil de stăpânit, guverantorul austriac Josef Etzdorf s-a împotrivit însă, ținerii respectivei adunări preconizată la data de 3 noiembrie.
Din cele trei ipoteze luate la momentul respectiv în calcul, respectiv partajarea provinciei între români și ucraineni, statu quo până la Conferința de Pace, sau instaurarea stăpânirii românești în întreaga provnicie, ultima ridica la orizont, în evidență, pericolul unui război  civil  între  ucraineni  și  români, în timp ce prima a fost văzută de către guvernatorul Josef Ezdorf drept soluție de aplanare a conflictului.
La 3 noiembrie 1918, 7000-8000 de oameni (10.0000 după o altă sursă), inclusiv toți deputații ucraineni, s-au strâns la Cernăuți în mod practic în trei adunări: una la sediul Consiliului Național, una în sala Asociației de Muzică și ultima în vechiul teatru orășenesc (devenit Căminul  muncitoresc). Participanții la cele trei adunări au marșăluit apoi, în oraș. Au fost susținute cuvântări și s-au cântat cântece patriotice, printre care a fost și „Pentru învierea Ucrainei”, deupă care mulțimea a participat în catedrala orașului la un tedeum oficiat de 20 de preoți ucraineni. Ulterior slujbei, manifestanții s-au îndreptat spre cazărmi și s-au înarmat.
Adunarea națională (Vecea Populară) din acea zi a statutat, printr-o hotărâre, dorința ucrainenilor din Bucovina de unire cu statul național ucrainean (formalizată prin expresia  „Vecea dorește alipirea părții austriece a pământului ucrainean la Ucraina”) și a recunoscut Rada Republicii Populare a Ucrainei Occidentale⁠(d) drept putere supremă administrativă în regiunea ucraineană a Bucovinei. Conform textului adoptat, bezirkurile Zastavna, Coțmani, Vășcăuți și Vijnița integral, precum și Cernăuți, Siret – exceptând localitățile stabilite prin ultimele două recensăminte drept fiind cu majoritate românească, alături de localitățile din bezirkurile Storojineț, Rădăuți și Câmpulung – stabilite prin ultimele două recensăminte drept fiind cu majoritate ucraineană, urmau să constituie o regiune teritorială ucraineană. Hotărârea respectivă a a prevăzut și recunoașterea drepturilor minorităților din regiune la egalitate cu ucrainenii, de a a avea o viață politică și la reprezentare în Rada națională. De asemenea, adunarea a înaintat Radei rugămintea de a pregăti o constituție pe principii democratice și de a prelua cât mai rapid administrarea părții ucrainene a Bucovinei. Textul a  respins rezoluția din 27 octombrie 1918 a Constituantei românești, dar a stabilit disponibilitatea de a se negocia cu partea românească precum, și cu celelalte naționalități, problemele aflate în dispută. Hotărârile adoptate de adunare au constituit un act semnificativ din punct de vedere politic, în ce privește autodeterminarea ucrainenilor bucovineni și au devenit un ghid de acțiune pentru politicienii ucraineni din regiune, care, erau organizați în Comitetul Regional ca parte integrantă a celui de la Liov.
Negocieri purtate cu patru din cei șase deputați români din Consiliul Imperial (Gheorghe Grigorovici, Gheorghe Sârbu⁠(cs)[traduceți] , Aurel Onciul și Alexandru Hurmuzachi) au existat, dar datorită mărului discordiei reprezentat de orașul Cernăuți, au eșuat. În ce-i privește pe ceilalți doi, Constantin Isopescu-Grecul și Teofil Simionovici, aceștia au fost în perioada respectivă reținuți la Viena, dar și-au exprimat, ulterior, acordul lor cu decizia Constituantei românești.
În acest timp situația din Bucovina s-a agravat, pe fondul demobilizării armatei austro-ungare.

## Lovitura de stat ucraineană de la Cernăuți
În contextul dat, membrii Comitetului Regional Ucrainean au început negocieri cu Consiliul Național Român, care negocieri nu s-au finalizat printr-un rezultat pozitiv și la 6 noiembrie 1918, Comitetul a preluat cu sprijin militar ucrainean, puterea în nordul Ducatului de la administrația austriacă a acestuia (este de menționat în acest context opinia istoricului ucrainean Stepan Vidnyansky⁠(uk)[traduceți], conform căruia adunarea ucraineană care avusese loc la Cernăuți la 3 noiembrie 1918, prin hotărârile adoptate autorizase Comitetul să preia putearea de stat de la Josef Ezdorf).În funcția supremă de conducere a fost numit Omelian Popowicz și toate clădirile publice din Cernăuți au fost ocupate. De asemenea, ucrainenii au preluat în mod direct conducerea Direcției de Poliție și a Comandamentului Provincial de Jandarmerie, în celelalte instituții fiind numit câte un comisar ucrainean pe lângă conducerea acestora. În acelați timp, directorii de servicii din provincie au fost chemați și li s-a solicitat să treacă în subordinea Consiliului Regional Ucrainean. Toți deputații ucraineni din fostul Consiliu Imperial, împreună cu cei din Dieta Bucovinei și câte trei reprezentanți ai partidelor ucrainene național-democrat, popular și radical, au alcătuit o „Delegație  bucovineană” a Consiliului Național Ucrainean de la Liov.
Pentru mai multe detalii, vedeți Lovitura de stat din Ducatul Bucovinei din 6 noiembrie 1918.
În fața refuzului ultimului guvernator austriac, Josef Ezdorf de a legitima preluarea unilaterală prin forță a guvernării, de către ucraineni, aceștia s-au înțeles cu deputatul Aurel Onciul, care s-a autodeclarat reprezentant legitim al românilor din provincie, pentru o soluție în care conducerea provinciei să fie partajată. Având acest argument, Josef Ezdorf a predat puterea printr-un protocol scris reprezentanților Comitetului Ragional Ucrainean: Omelian  Popowicz, Nikolai Spenul și Evhen Semaka, în acord cu Aurel Onciul, fără ca însă acesta să aibă sprijinul președintelui Comitetului Național Român sau al întregii populații românești din Bucovina.
Fiind reprezentant al unei atitudini moderate în ce privește Bucovina, Aurel Onciul a acceptat partajarea ducatului pe criterii etnice, între români și ucraineni, ceea ce adepții unei atitudini intransigente privind integritatea teritorială a Bucovinei, aflați sub conducerea lui Iancu Flondor, au respins.
Conform înțelegerii dintre Onciul și ucraineni, sudul Bucovinei urma să aibă o administrație românească, orașul Cernăuți o administrație comună ucraineano-română, iar comunele mixte o administrație instalată conform înțelegerii comunităților locale respective, starea respectivă urmând să fie valabilă până la soluționarea statutului Bucovinei de către Conferința de Pace. A fost publicat un manifest în limbile ucraineană, română și germană pentru a anunța acest fapt și în nordul Bucovinei a început crearea unor organisme de stat ucrainene, subordonate Radei naționale de la Liov. A doua zi, funcționarii administrației ucrainene au depus jurământul lui Omalian Popowicz, iar cei români lui Aurel Onciul.

## Intervenția militară română
Printr-una dintre ultimele sale decizii, guvernul Alexandru Marghiloman a trimis Divizia 8 Infanterie să ocupe Bucovina, la solicitarea președintelui Consiliului Național Român, Iancu Flondor. Intervenția militară a trupelor Regatului României a început la 6 noiembrie 1918.
Confruntat cu realitatea intevenției militare române, Comitetul Ucrainean Regional a trimis o delegație din Cernăuți cu o notă de protest, adresată Comandamentului român, având calitatea de tentativă de a reține înaintarea trupelor române. Această notă nu a primit vreun răspuns și având în vedere lipsa forțelor necesare rezistenței, Comitetul a început evacuarea. La 8 noiembrie, în ziua începerii retragerii trupelor ucrainene din Cernăuți, președintele Comitetului Regional Ucrainean Omelian Popovicz a dispărut pentru câteva zile, fără a numi un înlocuitor. Acest act a transformat Comitetul, conform opiniei istoricului Ștefan Purici „într-o stafie”, incapabilă de a adopta vreo poziție referitoare la soarta Bucovinei.
La 9 noiembrie 1918 Consiliul Național Român a luat sub control cele mai importante instituții din Cernăuți, beneficiind de ajutorul unui detașament de soldați români proveniți din fosta armată austro-ungară. Evacuarea ucrainenană s-a finalizat la 10 noiembrie 1918, prin trecerea pe malul stâng al Prutului a unităților militare ucrainene, iar la 11 noiembrie 1918, trupele române au intrat în Cernăuți.
Regimul ucrainean s-a refugiat la Colomeea, împreună cu banii publici, mijloacele auto și alte bunuri. Membrii rămași ai Comitetului s-au refugiat la Cozmeni (Coțmani), unde, s-au reorganizat împreună cu membrii comitetului ucrainenean districtual într-un comitet regional, care, în contextul avansului forțelor române a rezistat mai puțin de 2 săptămâni.
„Deoarece mișcarea națională ucraineană din perioada anilor 1917-1920 n-a avut succes, problema vest-ucrainenilor, inclusiv a ucrainenilor din Bucovina, nu s-a bucurat de o atenție cuvenită la Conferința de Pace, rămânând nerezolvată. În procesele de schimbare a frontierelor în Bucovina au avut un rol important nu numai procesele de autodeterminare națională, ci, preponderent, factorii geopolitici, economici și militar-strategici, un rol deosebit jucându-le căile de comunicație, care treceau prin acest teritoriu.”—Serhii Hakman, 2018